# Картезианский водолаз
Картезианский водолаз — это популярная игрушка с богатой историей. Поведение Картезианского водолаза регулируется законами гидростатики — законом Архимеда, законом Паскаля, гидростатическим давлением, а также существенным различием сжимаемости воды и воздуха. Первое описание водолаза было дано итальянским учёным Рафаэлло Маджотти в 1648 году.

## Описание
Для изготовления водолаза в настоящее время чаще всего используется пластиковая бутылка с завинчивающейся крышкой. Бутылка заполняется водой, внутрь неё вверх дном помещается частично заполненный стеклянный флакончик с небольшой положительной плавучестью. Крышка бутылки плотно завинчивается. При сжатии бутылки давление внутри неё увеличивается, объём воздуха внутри флакончика уменьшается, и водолаз погружается. Если бутылку отпустить, то водолаз всплывает.

## История
Рафаэлло Маджотти был активным свидетелем барометрических экспериментов, проводимых Гаспаро Берти и вслед за ним Эванджелистой Торричелли. В связи с этим Маджотти также проводил и свои собственные исследования сжимаемости воды и воздуха, результаты которых были опубликованы в его работе Renitenza certissima dell’acqua alla compressione. Среди многочисленных устройств, описанных там — Маджотти называет их scherzi (шуточки) — есть и водолазы. Маджотти также называет водолазов ещё и caraﬃne (флакончики). Водолазы плавают в высоких цилиндрических сосудах, избыточное давление в которых создаётся закрывающей их ладонью или, если сосуд достаточно узок, большим пальцем.
Это устройство, описанное Маджотти, в скором времени стало популярным, но ни одно из использованных им названий не прижилось. С начала XVIII века название этого устройства снабжается атрибутом Cartesian (Картезианский, Декартов), хотя Декарт не имел никакого отношения ни к самому водолазу, ни к объяснению его действия. Сейчас вместе с названием «Картезианский водолаз» (Cartesian diver) часто используется название «Картезианский дьявол» (Cartesian devil), а также «Поплавок Декарта».
Tanzteufel — пляшущий чёртик
Популярности водолазу добавило новое издание 1654 года книги Афанасия Кирхера Magnes Sive De Arte Magnetica («Магнит или искусство магнетизма»), оперативно дополненное разделом об этом новейшем устройстве. В качестве водолазов Кирхер использовал стеклянные фигурки, представляющие сцены из Благовещения и Вознесения Христова. Им же была введена в обиход фигурка водолаза-дьявола. В результате образ Картезианского водолаза наполнился религиозным и мистическим содержанием, и одновременно водолаз приобрёл статус занимательной игрушки.
Что касается технической эволюции, то в скором времени герметизация сосуда с водолазом и изменение давления в нём стали осуществляться не ладонями или пальцами, а органическими плёнками. В этих целях, например, использовался свиной мочевой пузырь, который ближе к нашему времени был заменён резиновой плёнкой.
В XVIII веке немецкие стеклодувы наладили массовое производство игрушечных водолазов, сохранившееся до нашего времени. Чаще всего это были игрушечные чёртики с закрученным вокруг тела хвостом, через который вода могла затекать внутрь при увеличении давления и вытекать при его уменьшении. Такие чёртики при периодическом изменении давления начинали вращаться, и за ними закрепилось название нем. Tanzteufel — пляшущий чёрт. Отметим, что по-французски Картезианский водолаз это тоже танцор — фр. ludion.

### В России
Упоминание картезианского водолаза (как «картезианского чертенка») встречается в воспоминаниях Андрея Болотова за 1771 год. Известна также политическая карикатура «Наполеон Водолаз» 1813 года, где русский казак одобрительно наблюдает за тем, как австриец притопил маленького Наполеона в большой стеклянной бутылке.
В России Картезианский водолаз назывался «Американским жителем» и был одной из самых популярных игрушек, продававшихся на вербных базарах. Об Американском жителе писали Саша Чёрный, Владимир Набоков, Тэффи, Сергей Горный, Мстислав Добужинский, Самуил Маршак и многие другие.
Американский житель изображён на иллюстрации Вадима Фалилеева к стихотворению Саши Чёрного «На вербе» 1913 года. Самая известная картина с Картезианским водолазом — доска Павла Мансурова «Американский житель» 1922 года. По некоторым свидетельствам, она принадлежала Даниилу Хармсу, а в 1995 году она была приобретена Государственным Русским музеем.

## Современный водолаз
Пластиковые бутылки получили массовое распространение в 1970-е годы и оказались весьма подходящим материалом для изготовления Картезианских водолазов. Сразу же стали не нужными никакие плёнки, герметично закрывающие горлышко бутылки, а использование некруглых бутылок позволило продемонстрировать некоторые не столь очевидные свойства водолазов. Дело в том, что пластиковая бутылка с овальным сечением при сжатии может не только уменьшать свой объём, но увеличивать его, и то же касается бутылки с квадратным или прямоугольным сечением. Например, водолаз с отрицательной плавучестью, покоящийся на дне такой бутылки, может всплывать при её сжатии.
В овальной бутылке
Водолаз с положительной плавучестью устойчиво плавает вверху: если заставить его погрузиться, он потом самостоятельно возвращается в верхнее положение. Но так происходит не всегда. Если водолаз, плавающий в достаточно высокой бутылке, обладает минимальной положительной плавучестью, то при погружении, за счёт нарастания гидростатического давления, его плавучесть может стать отрицательной, водолаз опустится на дно бутылки и там останется. У такого водолаза имеются два устойчивых состояния равновесия — вверху и внизу. На самом деле у него есть ещё одно, промежуточное состояние равновесия на высоте, где его плавучесть равна нулю, но оно неустойчиво. Так или иначе, возникает задача о перемещении водолаза в обе стороны —
сверху вниз и снизу вверх. Первая из них решается стандартно — сжатием бутылки. У второй имеется несколько решений, но особенно просто это удаётся сделать в случае бутылки с овальным сечением. При сжатии плоских граней бутылки водолаз опускается, при сжатии рёбер — поднимается.
Наконец, пластиковыми становятся не только бутылки, но и сами водолазы-флакончики. Очень удобным материалом для изготовления Картезианского водолаза являются пластиковые пипетки и пластиковые трубочки.
К середине прошлого века Картезианскому водолазу также нашлось и важное научное применение в микрохимических измерениях. Первые исследования и первые публикации в этом направлении принадлежат Линдерстрёму-Лангу и его сотрудникам в Карлсбергской лаборатории. Одно из применений водолаза — это создание на его основе микрореспирометра для изучения дыхания одноклеточных организмов.